# Petra Olli
Petra Maarit Olli est une lutteuse libre finlandaise née le 5 juin 1994.
Elle est notamment vice-championne du monde en 2015  dans la catégorie des moins de 58 kg.

## Palmarès

### Championnats du monde
- Médaille d'argent en lutte libre dans la catégorie des moins de 58 kg en 2015 à Las Vegas

### Championnats d'Europe
- Médaille d'or en lutte libre dans la catégorie des moins de 65 kg en 2018 à Kaspiisk
- Médaille d'or en lutte libre dans la catégorie des moins de 60 kg en 2016 à Riga
- Médaille de bronze en lutte libre dans la catégorie des moins de 58 kg en 2014 à Vantaa

### Jeux olympiques de la jeunesse
- Médaille de bronze en lutte libre dans la catégorie des moins de 46 kg en 2010 à Singapour